# P. V. Narasimha Rao
Pamulaparthi Venkata Narasimha Rao (28 de juny de 1921 – 23 de desembre del 2004), conegut popularment com a P.V. Narasimha Rao fou un advocat i polític indi membre del Congrés Nacional Indi que exercí com a Primer ministre de l'Índia entre el 1991 i el 1996. Fou la primera persona del sud de l'Índia i la segona persona no-hindi parlant que ha assolit aquest càrrec. Fou conegut per introduir polítiques econòmiques liberals, elegint a Manmohan Singh com a ministre de finances per a rescatar el país de la crisi econòmica índia de 1991. Els posteriors primers ministres de l'Índia han continuat les polítiques econòmiques del govern de Rao.
Abans de ser primer ministre, va exercir com a ministre en cap d'Andhra Pradesh i va ocupar els ministeris de Defensa, Afers Interiors i Afers exteriors. A les eleccions generals índies de 1991, el Congrés Nacional Indi (I), liderat per Rao, va guanyar amb 244 escons i va fer un govern minoritari amb el suport d'altres partits polítics amb ell com a primer ministre. Com a primer ministre, Rao va adoptar reformes econòmiques liberals per superar la crisi econòmica de 1991:va obrir el país a la inversió estrangera, va reformar els mercats de capitals, va desregular els negocis nacionals i va reformar el règim comercial. També va obrir els contactes diplomàtics amb Europa Occidental, els Estats Units d'Amèrica i la República Popular de la Xina. Rao also made diplomatic overtures to Western Europe, the United States, and China. A més a més, va dinamitzar el programa nacional de seguretat nuclear i míssils balístics.
Rao ha estat referit com a chanakya per la seva habilitat d'elaborar polítiques com a part d'un govern en minoria. Ha estat una figura controvertida en el seu partit degut al suposat paper que ha tingut en la demolició de la mesquita de Babri (1992) i pe tenir una relació amarga amb la família Nehru-Gandhi, pel que va ser marginat posteriorment pel seu propi partit. Tot i això, les avaluacions retrospectives han estat més positives i l'han posicionat com un dels millors primers ministres del país. El 2024 va rebre pòstumament el primi Bharat Ratna, considerat el premi civil més alt del Govern de l'Índia.

## Biografia

### Infància i joventut
P.V. Narasimha Rao ní el 28 de juny de 1921 al poblat de Laknepalli, a Narsampet, al districte de Warangal, que avui en dia pertany a l'estat de Telangana (que en aquell moment era part de l'estat de Hyderabad). Rao pertany a una família de la subcasta Nigoyi Brahmin (de la casta telugu) telugu-parlant. Sitarama Rao i Rukma Bai, agricultors, en són els pares. Posteriorment, fou adoptat per Pamulaparthi Ranga rao i Rukminamma, que el van portar a Vangara, un poblat de Bheemadevarpalle, a l'actual districte de Hanamkonda quan tenia tres anys d'edat. Va estudiar l'educació primària al poble de Katkuru. Estudia estudis superiors a la Universitat Osmania de Hyderabad. A finals de la dècada de 1930 forma part del moviment Vande Mataram de l'estat d'Hyderabad. També va estudiar al Hislop College, que a l'actualitat forma part de la Universitat de Nagpur i al Fergusson Colege de la Universitat de Mumbai, on es va graduar en dret.
Juntament amb altres persones edita la revista Kakatiya Patrika a la dècada del 1940, on hi  escriu amb el pseudònim de Jaya-Vijaya. Entre el 1968 i el 1974 presidí l'Acadèmia Telugu d'Andhra Pradesh.
A banda de la política, Rao s'interessà en altres matèries com la literatura i la computació. A més, parla 17 idiomes.
P.V.N. Rao morí el 2004 d'un atac de cor a Nova Delhi i fou incinerat a Hyderabad.

### Carrera política
Rao fou un lluitador actiu per la llibertat del Moviment d'independència de l'Índia i esdevé un polític actiu del Congrés Nacional Indi després de la independència del país. Ha servit com a representant electe de l'Assemblea estatal d'Andhra Pradesh entre el 1957 i el 1977. Ha exercit de ministre en varis ministeris de l'estat entre el 1962 i el 1973. El 1971 esdevé ministre en cap d'Andhra Pradesh, con hi implementa reformes sobre la possessió de la terra. Durant el seu govern fa polítiques a favor de les castes baixes. A més a més, ha hagut d'enfrontar-se amb el moviment  nacionalista Jai Andhra.
El 1969 donà suport a Indira Gandhi en la formació del Congrés Nacional Indi (I) que s'escendí del Congrés Nacional Indi. Els dos partits es reagrupen el 1978. Rao fou congressista del parlament d'Andhra Pradesh. En els gabinets ministerials d'Indira Gandhi i Rajiv Gandhi ocupa diverses carteres com interior, defensa i afers exteriors. El 1982 s'especulava que es volgués presentar al càrrec de president de l'Índia juntament amb Zail Singh.

### Primer ministre (1991-1996)
Durant la campanya electoral de les eleccions de 1991, Rajiv Gandhi fou assassinat pels Tigres d'Alliberament de Tamil Eelam (LTTE) de Sri Lanka als que havia traït. i el va succeir Narasimha Rao. El Congrés Nacional Indi (I), liderat per Rao, va guanyar amb 244 escons i va fer un govern minoritari amb el suport d'altres partits polítics amb ell com a primer ministre.

#### Reformes econòmiques
Rao adopta reformes econòmiques per enfrontar-se a la crisi econòmica de l'Índia del 1991. Entre aquestes reformes destaca: l'obertura de l'Índia a les inversions estrangeres, la reforma dels mercats de capitals, la desregulació de les empreses nacionals i la reforma del règim comercial. Aquestes pretenien reduir el dèficit fiscal, privatitzar el sector públic i augmentar la inversió en infraestructures. Rao tenia la intenció de que l'economista I.G. Patel fos el seu ministre d'economia. Aquest era un funcionari que havia estat governador del Banc de la Reserva de l'Índia i havia dirigit la London School of Economics; però aquest s'hi va negar. Llavors, Rao va triar Manmohan Sigh com a ministre d'economia.
Les principals reformes econòmiques implementades per Sigh i Rao són
- L'abolició del Controlador d'Emissions de Capital que decidia els preus i el les accions que podien emprendre les empreses (1992).[6][32]
- La introducció de la Llei SEBI de 1992 i les esmenes de la seguretat que li van atorgar l'autoritat legal per registrar i regular tots els intermediaris del mercat de valors.[6][33]
- L'obertura dels mercats de renda variable de l'Índia als inversors estrangers i que les empreses índies poguessin obtenir capital als mercats internacional emetent rebuts de diòsits globals (GDR) (1992).[34]
- A inicis del 1994 crea la National Stock Exchange (Borsa Nacional de Valors): al 1996 esdevé la borsa més gran del país.[35]
- Reduir els aranzels ente el 85% i el 25% i revertir els controls quantitatius. Gràcies a això, la rupia esdevé convertible a nivell internacional.[36]
- Fomentar la inversió estrangera directa augmentant el límit màxim de la participació de capital estranger en les empreses conjuntes del 40% al 51% que, en els sectors prioritaris, poden assolir el 100%.[37]
- Agilitzar els procediments que havien de seguir els inversors estrangers.[6][38]

Degut a aquestes reformes, la inversió estrangera passa dels 132 milons de dòlars (1991-1992) als 5.300 milions de dòlars (1995-96).
A més a més, Rao inicia les reformes de la política industrial amb el sector manuracturer. Racionalitzà la regulació industrial facilitant les llicències industrials.

#### Seguretat nacional i política exterior
Rao dinamitzà el programa nacional de seguretat nuclear i míssils balístics que culminen en les proves nuclears de Pkhran de 1998. S'especula que les proves van ser planejades el 1995 sota el mandat de Rao però que van ser abandonades per la pressió dels Estats Units o perquè el dispositiu termonuclear encara no estava preparat.
Va augmentar la despesa militar i va iniciar la lluita de l'exèrcit indi contra el terrorisme i les insurgències i contra l'amenaça nuclear del Pakistan i la República Popular de la Xina. Durant el seu mandat es derrota el terrorisme khalistaní de l'estat indi del Panjab. Durant el mandat de Rao també es produiren segrestos d'avions que acaben sense que el govern concedeixi les demandes dels terroristes. El seu govern també dirigí les negociacions per l'alliberament d'un executiu de l'Indian Oil dels terroristes caixmiris que l'havien segrestat. A més a més, gestiona la resposta índia a l'ocupació del santurai sagrat de Hazratbal a Jammu per terroristes caixmiris l'octubre de 1993. També s'ocupa del segrest d'alguns turistes estrangers per part del grup terrorista anomenat Al Faran a la vall del Caixmir el 1995 sense cedir a les demandes dels terroristes.

#### Relacions exteriors
Rao s'obre a tenir relacions diplomàtiques amb Europa Occidental, els Estats Units d'Amèrica i la República Popular de la Xina. El 1992 visibilitzà les relacions diplomàtiques que ja s'havien obert amb Israel i permet que aquest país  instal·li una ambaixada a Nova Delhi. Aquest any ordena a la intel·ligència que inici una campanya per cridar l'atenció de la comunitat internacional vers el terrorisme contra l'Índia patrocinat pel Pakistan.
A més a més, obre la política Look East per apropar el pais a l'ASEAN. Segons Rejaul Karim Laskar, estudiós de la política exterior de l'Índia i ideòleg del Partit del Congrés de Rao, aquest inicia la política Look East amb tres objectius: renovar els contactes polítics amb les nacions de l'ASEAN, augmentar la interacció econòmica amb el sud-est asiàtic en molts àmbits, i establir vincles estratègics i de defensa.
Decidí mantenir-se a distància amb el Dalai-lama per evitar agreujar les sospites de Beijing i fa propostes al règim de Teheran amb la política de "cultivar l'Iran". Aquestes polítiques són deutores del fet que la Comissió de Drets Humans de les Nacions Unides no aprovés una resolució sobre la situació dels Drets humans a Jammu i Caixmir per l'oposició de la Xina i l'Iran.
La gestió de la crisi dels atemptats de Bombai del 12 de març de 1993 per part de Rao va ser molt elogiada. Després de visitar personalment la ciutat i veure les conseqüències de les explosions i de conèixer que el Pakistan hi estava implicat, va ordanar a la intel·ligència del país que invités les agències dels Estats Units, del Regne Unit i d'altres països d'Europa occidental a enviar els seus experts antiterroristes per examinar els fets.

#### Rao contra els moviments independentistes
Rao s'enfrontà amb diversos moviments separatistes de l'Índia. Delmà amb èxit el moviment separatista Sikh i neutralitzà relativament el moviment independentista del Caixmir. S'afirma que Rao decidí que es celebrin les eleccions al Panjab. El govern de Rao introduí la Llei de Prevenció d'Activitats Terroristes i Disruptives (TADA), que fou la primera legislació antiterrorista de l'Índia. Aquesta llei ordena a l'exèrcit indi que elimini els infiltrats del Pakistan.

#### Demolició de la mesquita Babri
El 6 de desembre de 1992 membres del Vishva Hindu Parishad (VHP) enderrocaren la mesquita de Babri (que havia estat construïda per Mir Baqui, un general del primer emperador mogol de l'Índia, Baber) a Ayodhya. Es creu que aquest fou el lloc de naixement del déu hindú Rama. La destrucció d'aquest edifici en disputa va tenir un gran ressò als mitjans de comunicació internacionals i va desencadenar una onada de violència intercomunitària de gran escala, considerada com la més extensa des de la Partició de l'Índia. Hindús i musulmans van estar involucrats en disturbis massius a tot el país i a la majoria de les ciutats importants com Delhi, Bombai, Calcuta, Ahmedabad, Hyderabad i Bhopal.
La Comissio Liberhan, després d'una investigació, va exonerar a Rao de les seves responsabilitats. Afirma que el fet que el govern estigués en minoria va frenar que les forces de l'estat poguessin ser desplegades perquè això implicaria un precedent que danyaria l'estructura federal de l'Índia. També va declarar que l'acció del governador fou ineficient i va impedir la gestió per part del govern central.
En una entrevista amb el periodista Shekhar Gupta, Rao va parlar més sobre la demolició. Va dir que desconfiava de l'implacte de centenars de morts a la nació i que hagués pogut estar molt pitjor, ja que s'haguessin pogut afegir més persones a les turbes. Sobre la possibilitat d'acomiadar el ministre en cap d'Uttar Pradesh va dir que només aquest fet no era suficient perquè l'estat central prengués el control de la situació i que el que havia passat no havia estat culpa de Kalvan Singh.

#### Terratrèmol de Latur de 1993
El 1993 un fort terratrèmol amb l'epicentre a Latur, Maharashtra, ocasiona unes pèrdues personals de 10.000 i el desplaçament forçat de centenars de milers de persones. La reacció del president Rao fou aplaudida per molts perquè utilitzà la tecnologia i recursos moderns per organitzar importants operacions de socors i pels seus plans de reconstrucció econòmica.

### Càrrecs de corrupció i absolucions
A principis de la dècada de 1990 l'agent de borsa Harshad Mehta rebela que havia pagat una suma de diners al primer ministre Rao perquè l'ajudés a tancar els seus casos.
El govern de Rao s'enfronta a una moció de censura el julioi de 1993 perquè l'oposició argumenta que el govern de Rao no té suficients suports per governar. S'alega que Rao havia ofert milions de rúpies als membres del Jharkhand Mukti Morcha (JMM) i a una facció del Janata Dal perquè l'apoiessin  en una moció de confiança. Les investigacions s'inicien el 1996 quan el seu govern ja havia expirat. L'any 2000 un tribunal especial condemna Rao a una pena 3 anys de presó rigorosa i a una multa de 100.000 rúpies (2.150 dòlars) per corrupció. Rao apel·la al Tribunal Superior i roman en llibertat sota fiança. El 2002, aquest tribunal, anul·là la decisió anterior degut al dubte sobre les declaracions de Mahato i Rao i Buta Singh són absolts dels seus càrrecs.
Juntament amb altres ministres el 1996 Rao fou acusat de falsificar documents que demostraven que Ajeya Singh havia dipositat 21 milions de rúpies a un compte bancari a l'extranger per tacar la seva imatge el 1989 però va ser absolt per manca de proves que el vinculessin amb el cas.
L'empresari indi Lakhubhai Pathak afincat a Anglaterra va acusar que Rao, juntament amb Chandraswami i K.N.Aggarwal, li havien estafat 100.000 dòlars però tots tres van ser absolts dels seus càrrecs el 2003.

### Vida posterior i dificultats financeres
Tot i els èxits significatius del seu magnat, l'electorat indi no va possibilitar que el Congrés Nacional Indi (I) de Rao repetís en el govern. Els partidaris de Sonia Gandhi el van obligar a renunciar com a president del partit i fou substituït per Sitaram Kesri.
Després de la seva retirada de la política nacional Rao publica la novel·la titul·lada The Insider. Aquesta novel·la tracta sobre l'ascens d'un home a la política índia, cosa que fa que s'assembli a la seva pròpia vida.
Tot i que havia ocupat molts càrrecs influents al govern, Rao es va enfrontar amb problemes financers. Va tenir dificultats per pagar l'educació dels seus fills. Segons P.V.R.K. Prasad, un oficial del Servei Administratiu Indi (IAS), Rao va demanar als seus amics que venguessin la seva casa a Banjara Hills pe pagar els seus advocats.

### Defunció

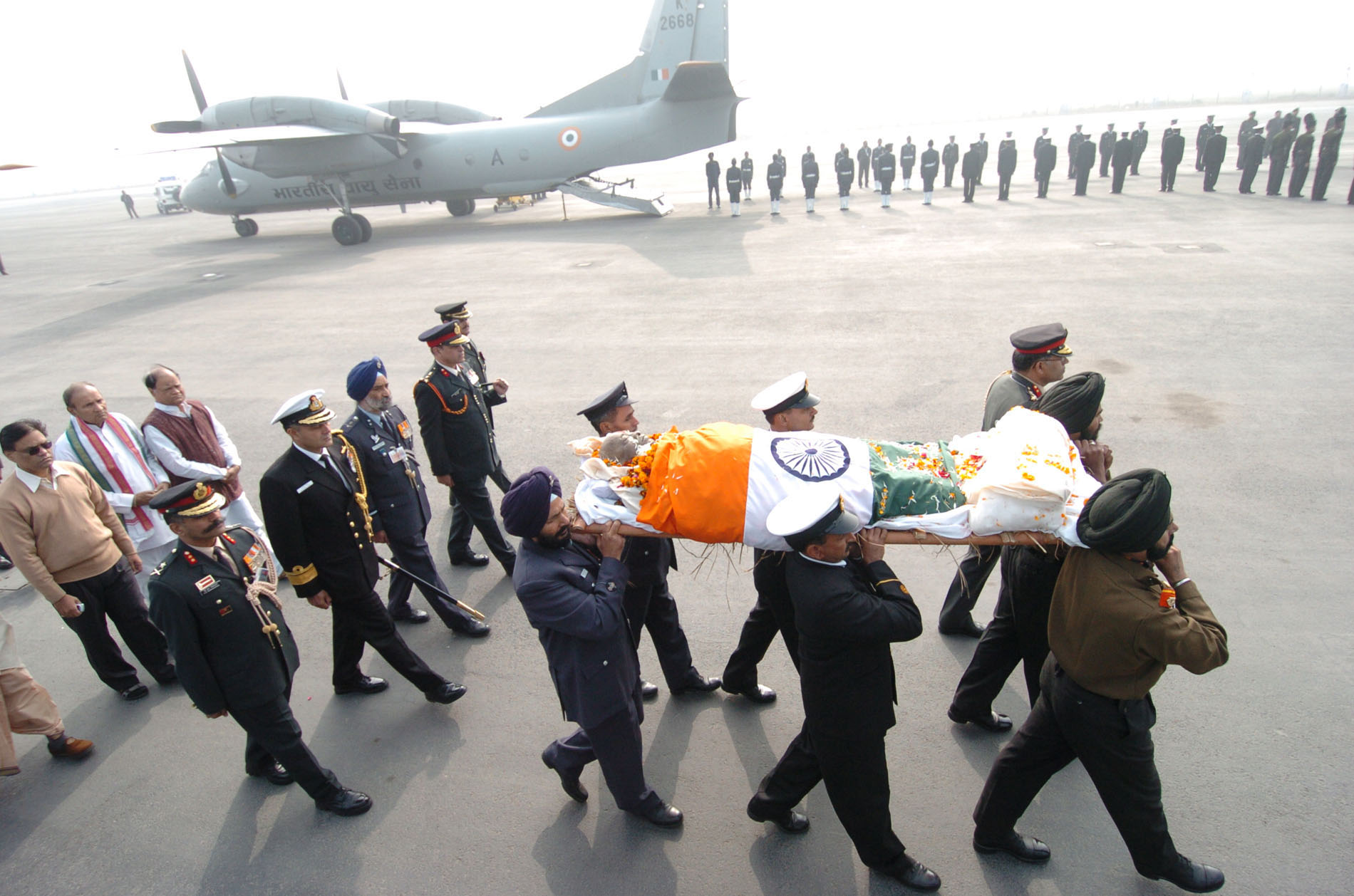
Trasllat del cos difunt de P.V. Narasimha Rao a l'aeroport de Palam, Nova Delhi

El 9 de desembre del 2004 Rao patí un atac de cor i fou conduït a l'Institut de Ciències Mèdiques All India on morí 14 dies després als 83 anys d'edat. El primer ministre Manmohan Singh i molts altres dignataris de primer nivell acudiren al seu funeral. Rao era vidu i tenia 8 fills en el moment de la seva mort. El 2005 se li construí un memorial al parc Sanjeevaiah, al lloc de Gyan Bhumi. Es declararen 7 dies de dol oficial per la mort de l'expresident a l'Índia.
El 2015 s'edifica un memorial a Rao a l'espai dels memorials dels antics presidents a Delhi.

## Llegat
En ocasió dels 25 anys de la liberalització de l'economia Índia, s'han editat motls llibres que avaluen les contribucions de Rao.

### Literatura
Rao ha traduit alguns dels textos més destacats de la literatura telugu a l'hindi. També ha fet traduccions de l'hindi al telugu. A les darreries de la seva vida escriu la seva autobiografia, The Insider.

### Rao a la cultura popular
L'any 2019 es produí el film documental biogràfic titul·lat P V: Change with Continuity dirigit i produït per Stravani Kotha i Srikar Reddy Gopaladinne que es pot veure a la plataforma d'streaming de vimeo. Aquest documental inclou imatges d'arxiu i entrevistes a moltes persones properes a Rao.
L'actor Suresh Kumar fa el paper de Rao al film de 2019 NTR: Mahanayakudu dirigit per Krish sobre la vida de l'actor i politic N.T. Rama Rao. Aquest matí any, l'actor Ajit Satbhai el representa en el film The Accidental Prime Minister de Vijay Gutte.
Pradhanmantri (lit. 'Primer Ministre'), una sèrie docudrama de televisió de 2013 tracta sobre diversos polítics indis. El president Rao protagonitzà el capítol titul·lat "P. V. Narasimha Rao and Corruption charges against him". L'actor Ravi Jhankal el representa.